# Park Miniatur Sakralnych w Częstochowie
Park Miniatur Sakralnych „Złota Góra” w Częstochowie – park miniatur położony w Częstochowie. Zlokalizowany w dzielnicy Zawodzie-Dąbie, w dawnym kamieniołomie na stokach Złotej Góry (281 m n.p.m.). Jego inwestorem była spółka MTK Morion Sp. z o.o. z siedzibą w Wieliczce.
Park został otwarty w sierpniu 2011 roku. Na jego obszarze zlokalizowane sporządzone w skali 1:25 oraz 1:10 miniatury następujących budowli sakralnych z terenu Europy i Azji:
- plac Świętego Piotra wraz z bazyliką i kolumnadą,
- katedra w Eczmiadzynie,
- Gnadenkapelle oraz kościół św. Filipa i Jakuba w Altötting,
- bazylika Naszej Pani z La Salette,
- bazylika Santa Casa w Loreto,
- bazylika Grobu Świętego w Jerozolimie,
- bazylika Narodzenia Pańskiego w Betlejem,
- Ostra Brama w Wilnie,
- kościół św. Jakuba w Medjugorie,
- klasztor Santa Maria de Montserrat,
- bazylika Narodzenia Najświętszej Marii Panny w Mariazell,
- Dom Marii Dziewicy w Efezie,
- bazylika św. Franciszka w Asyżu,
- bazylika Matki Boskiej Różańcowej w Fatimie,
- bazylika Niepokalanego Poczęcia Najświętszej Maryi Panny w Lourdes,
- katedra w Santiago de Compostela,
- bazylika św. Jana na Lateranie.

Na terenie parku znajduje się obecenie największa na świecie, 13,8 metrowa i ważąca 10 ton, figura Jana Pawła II (odsłonięta 13 kwietnia 2013 roku).
Na terenie parku znajdowały się: rekonstrukcja rzymskich katakumb, liczne figury postaci biblinych (m.in. Mojżesz, Jan Chrzciciel, Matka Boża Fatimska z dziećmi). Ponadto w Parku zlokalizowano Park Atrakcji (m.in. plac zabaw, park linowy, kino 5D) oraz zaplecze gastronomiczne. Istniała także możliwość skorzystania z sezonowych usług noclegowych. Park organizował również imprezy zamknięte. Park był obiektem całorocznym, czynnym codziennie. Wstęp był płatny (osobne bilety do Parku Miniatur i Parku Atrakcji).
Obecnie (2023) park jest zamknięty i popada w coraz większą ruinę.